# Diamphipnoa annulata
Diamphipnoa annulata är en bäcksländeart som först beskrevs av Brauer, F. 1869.  Diamphipnoa annulata ingår i släktet Diamphipnoa och familjen Diamphipnoidae. Inga underarter finns listade i Catalogue of Life.